# Sacha Bulthuis
Alexandra Paula Maria (Sacha) Bulthuis (Doorn, 24 mei 1948 - Den Haag, 15 oktober 2009) was een Nederlands actrice. Ze was langdurig verbonden aan Toneelgroep De Appel in Den Haag. Ze speelde ook rollen in films.
Haar vader, Rico Bulthuis (schrijver, journalist, poppenspeler, illustrator, fotograaf, ambtenaar en kunstcriticus) overleed elf dagen voor haar. Bulthuis overleed aan kanker.
Sacha Bulthuis was jarenlang getrouwd met theatermaker Aus Greidanus en is moeder van drie kinderen, van wie er twee, Aus Greidanus jr. en Pauline Greidanus, in de voetsporen van hun ouders zijn getreden.

## Theater
Ze speelde in vele theaterstukken.

## Filmografie

### Televisie
- Bed & Breakfast, gastrol moeder Gans (1998)
- Keyzer & De Boer Advocaten, gastrol mevr. Sylvia van 't Hof (aflevering De Eed) (2007)
- Baantjer (1995-2006) - Karin Stalknegt (Afl., De Cock en de moord met 43 messen, 1997)
- Baantjer (1995-2006) - Maria van der Meulen (Afl., De Cock met hulp van buitenaf, 2001)

### Films
- Komt een vrouw bij de dokter (2009)
- TBS (2008)
- Masterclass (2005)
- AmnesiA (2001)
- Kruimeltje, rol van vrouw Koster (1999)
- Het Hoogste Streven (1995)
- Rooksporen (1992)
- Max Havelaar (1976)

## Hoorspelen
Ze verleende haar medewerking aan vele hoorspelen.

## Prijzen
- Theo d'Or (1974)
- Prosceniumprijs (1988)
- Theo d'Or (1993)
- Nominatie Gouden Kalf voor haar rol in AmnesiA (2001).